# Dyshu tishinoy
Dyshu tishinoy (tiếng Nga: Дышу тишиной, tiếng Việt: Thở im lặng) là album phòng thu thứ ba của nhạc sĩ rock Nga Nikolai Noskov, được NOX Music phát hành vào năm 2000

## Danh sách bài hát
| STT | Nhan đề                                  | Thời lượng |
| --- | ---------------------------------------- | ---------- |
| 1.  | "Dyshu tishinoy (Thở im lặng)"           | 3:57       |
| 2.  | "Zimnaya noch' (Đêm đông)"               | 3:46       |
| 3.  | "Romans (Lãng mạn)"                      | 4:58       |
| 4.  | "Eto zdorovo (Thật tuyệt vời)"           | 4:11       |
| 5.  | "Ispoved' (Thú tội)"                     | 3:38       |
| 6.  | "Sneg (Еuyết)"                           | 4:54       |
| 7.  | "Dobroy nochi (Сhúc ngủ ngon)"           | 5:06       |
| 8.  | "Day mne shans (Hãy cho tôi một cơ hội)" | 4:56       |
| 9.  | "Uznat' tebya (Kiểm tra của bạn)"        | 5:13       |
| 10. | "Moy drug (Một người bạn của tôi)"       | 4:59       |
| 11. | "V raj (Tại thiên đường)"                | 3:48       |